# 알카에다 이라크 지부
두 강의 땅의 성전 기지조직(아랍어: تنظيم قاعدة الجهاد في بلاد الرافدين 탄짐 카에다트 알지하드 피 발라드 알라피다인[*])은 이슬람교 계열 무장 단체이다. 서방에서는 이들을 알카에다 이라크 지부(Al-Qaeda in Iraq; AQI) 또는 알카에다 메소포타미아 지부(Al-Qaeda in Mesopotamia)라고 불렀지만 이들이 스스로를 그렇게 칭한 적은 없다. 2006년까지 아부 무사브 알자르카위가 이끌었고, 그가 죽은 뒤에는 아부 함자 알무하지르가 지도자인 것으로 보인다. 알 자르카위의 유일신과 성전을 전신으로 하고 있다.

## 개요
창설자는 아부 무사브 알자르카위이다. 초창기에는 유일신과 성전이라는 이름이었고, 2004년 10월에 오사마 빈라덴이 알카에다에의 합류를 제안하는 서신을 보낸 이후로 알카에다 이라크 지부를 칭하기 시작했다. 구성원은, 시아파를 적대시하는 수니파 신도로 구성되어 있고, 주로 이라크 국내에서 활동하지만, 구성원의 대부분이 외국 출신자가 많고, 너무 강경한 투쟁을 하여서, 투쟁 노선을 둘러싸고 다른 이라크 국내의 무장 세력과는 자주 대립관계에 있었다.
2004년 봄 이후, 유일신과 성전 시절 때 외국인 민간인들을 차례로 납치하여 참수로 살해하는 모습을 인터넷 상에서 공개하여 범행 성명을 내기 시작했다. 특히 2004년 6월에 실행한 김선일 살해 사건은 한국 사회에 충격을 주었다.
2006년 1월 라마디 경찰서를 습격하여, 시아파 신도 80명을 살해하였다. 이 때문에, 라마디에서는 자경단이 편성되었다. 같은 달 15일, 이라크인의 지지를 잃은 것에의 대응으로서 수니파 무장 조직의 통일 기구인 무자헤딘 평의회를 편성했다.(후에 이 조직은 타조직과 합병한 위에 이라크 이슬람국을 자칭한다.) 동년 4월, 미군 당국은 자르카위가 테러 공격의 대상을 미군으로부터 이라크 주민으로 전환했다고 표명했다.
2006년 [월 8일 미군의 F-16 전투기의 폭격으로 자르카위가 죽었다. 같은 달 12일, 무자헤딘 평의회는 아부 함자 알 무하지르가 자르카위의 후계자가 되었다고 밝혔다.

## 같이 보기
- 유일신과 성전
- 이슬람 국가